# Ксанторея
Ксанторе́я (Xanthorrhoea Sm.) — єдиний рід однодольних ксерофітних вічнозелених рослин підродини ксантореєвих (Xanthorrhoeoideae), типовий рід родини ксантореєвих (Xanthorrhoeaceae). Раніше їх об'єднували з лілієвими.

## Назва

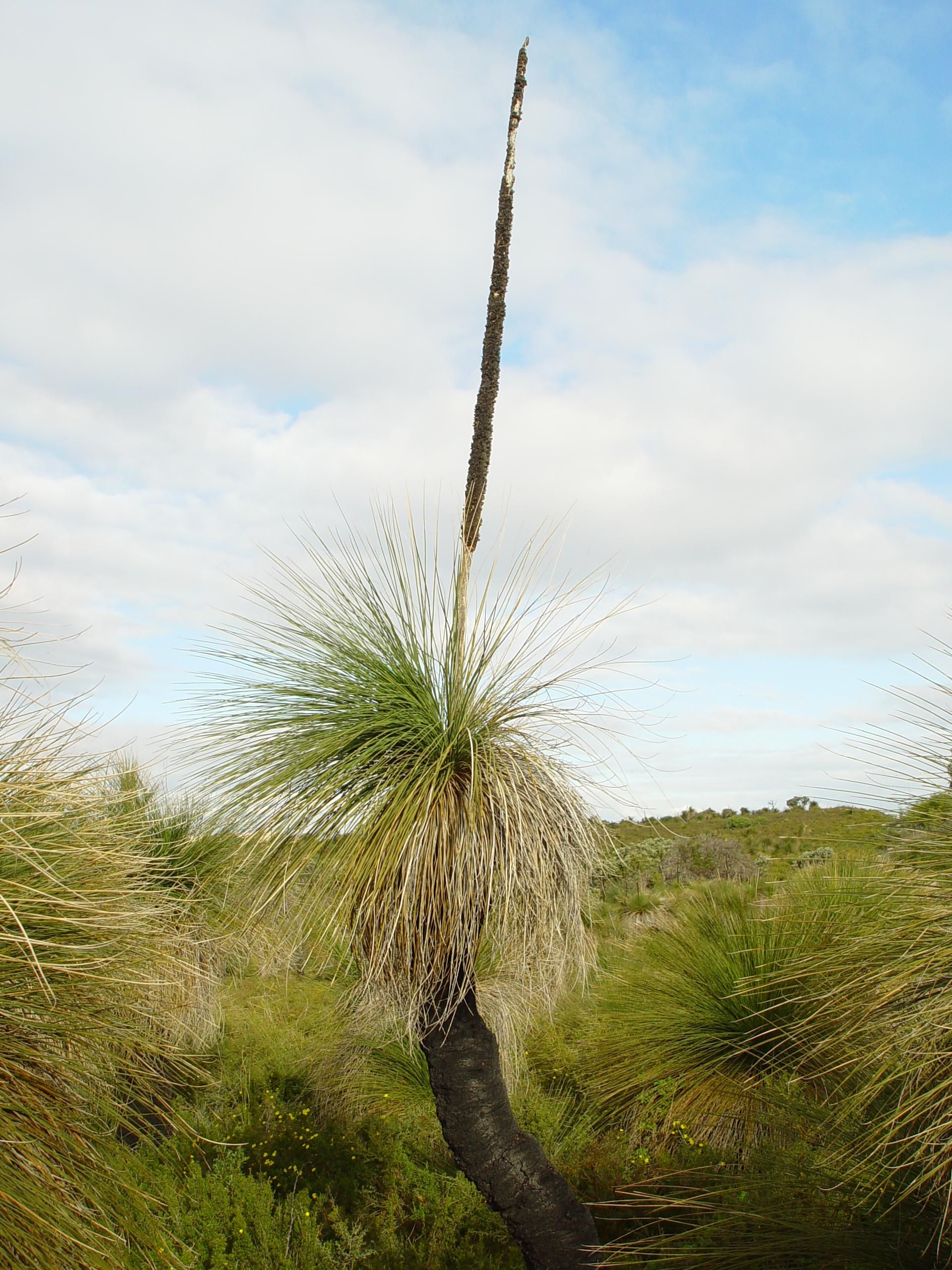
Xanthorrhoea australis

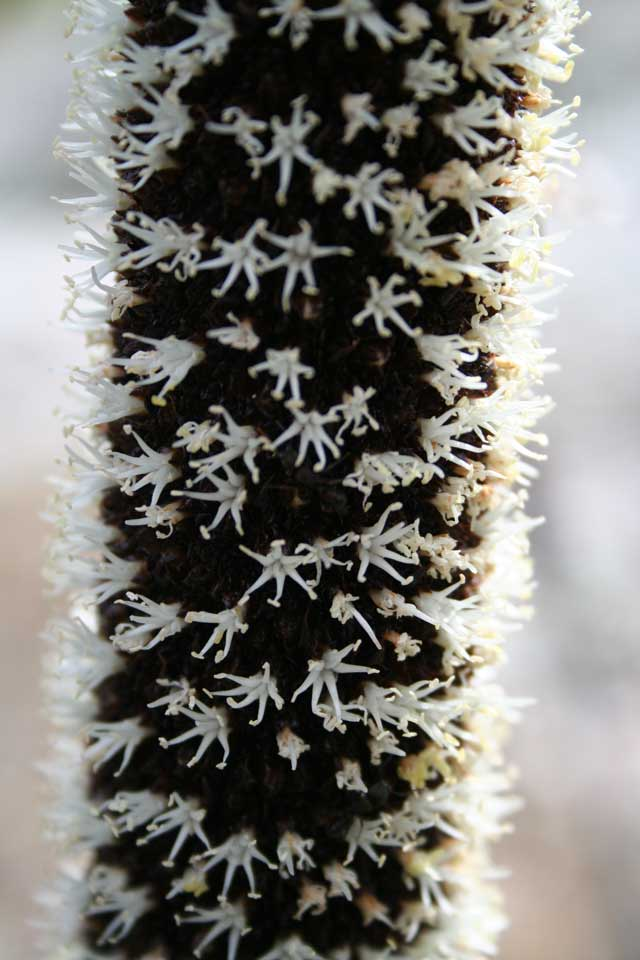
Квіти ксантореї

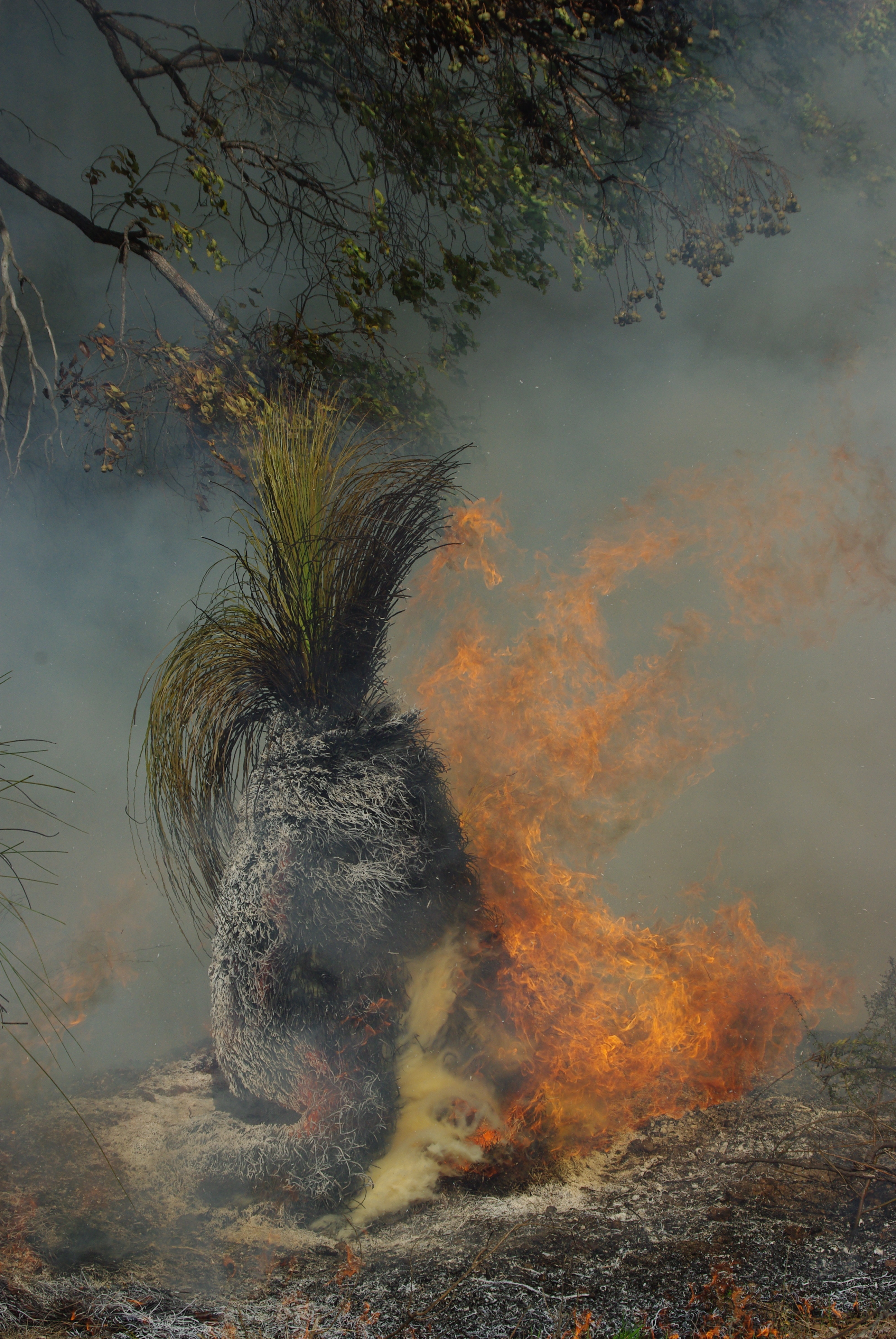
Ксанторея під час пожежі

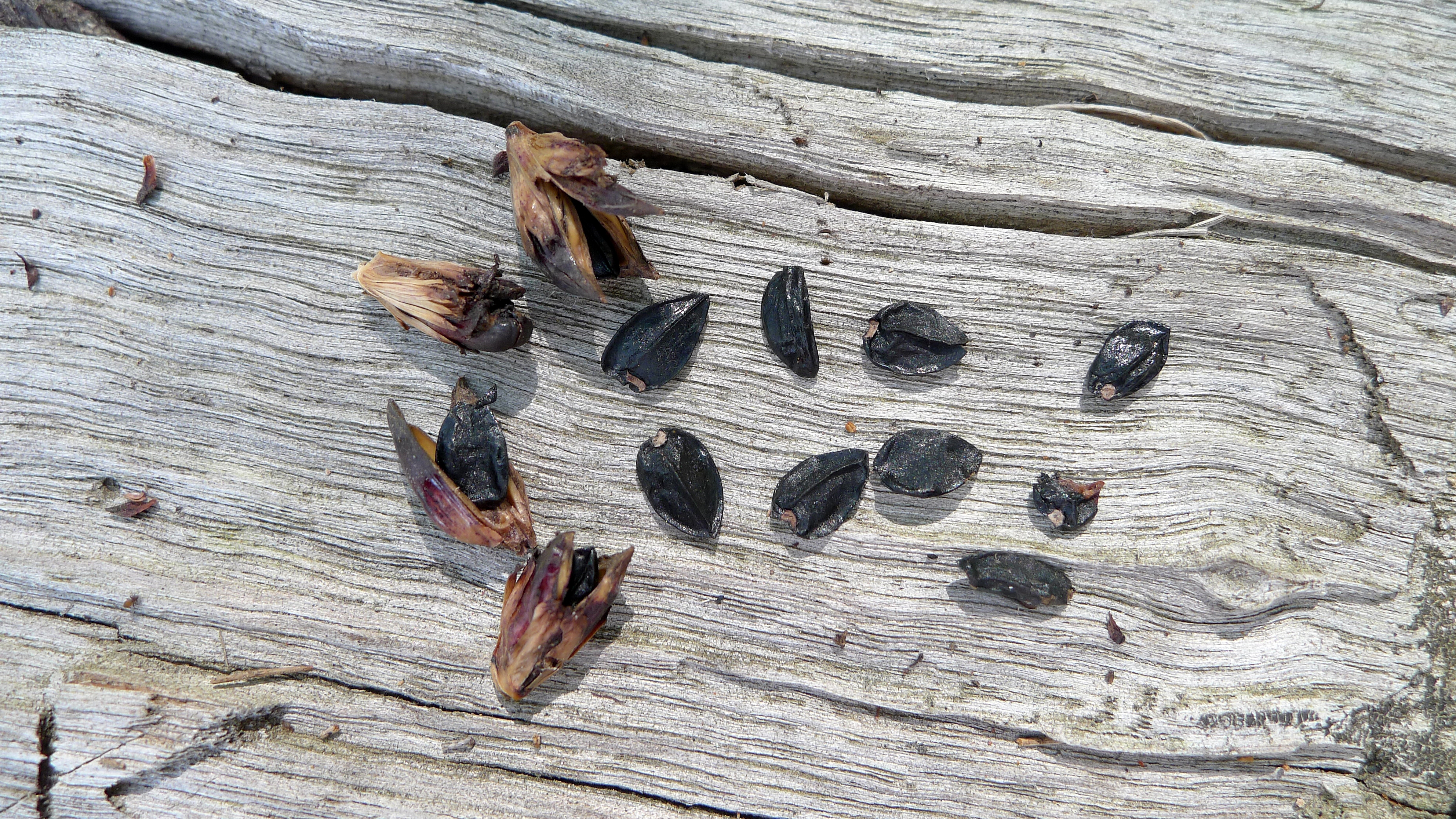
Насіння ксантореї

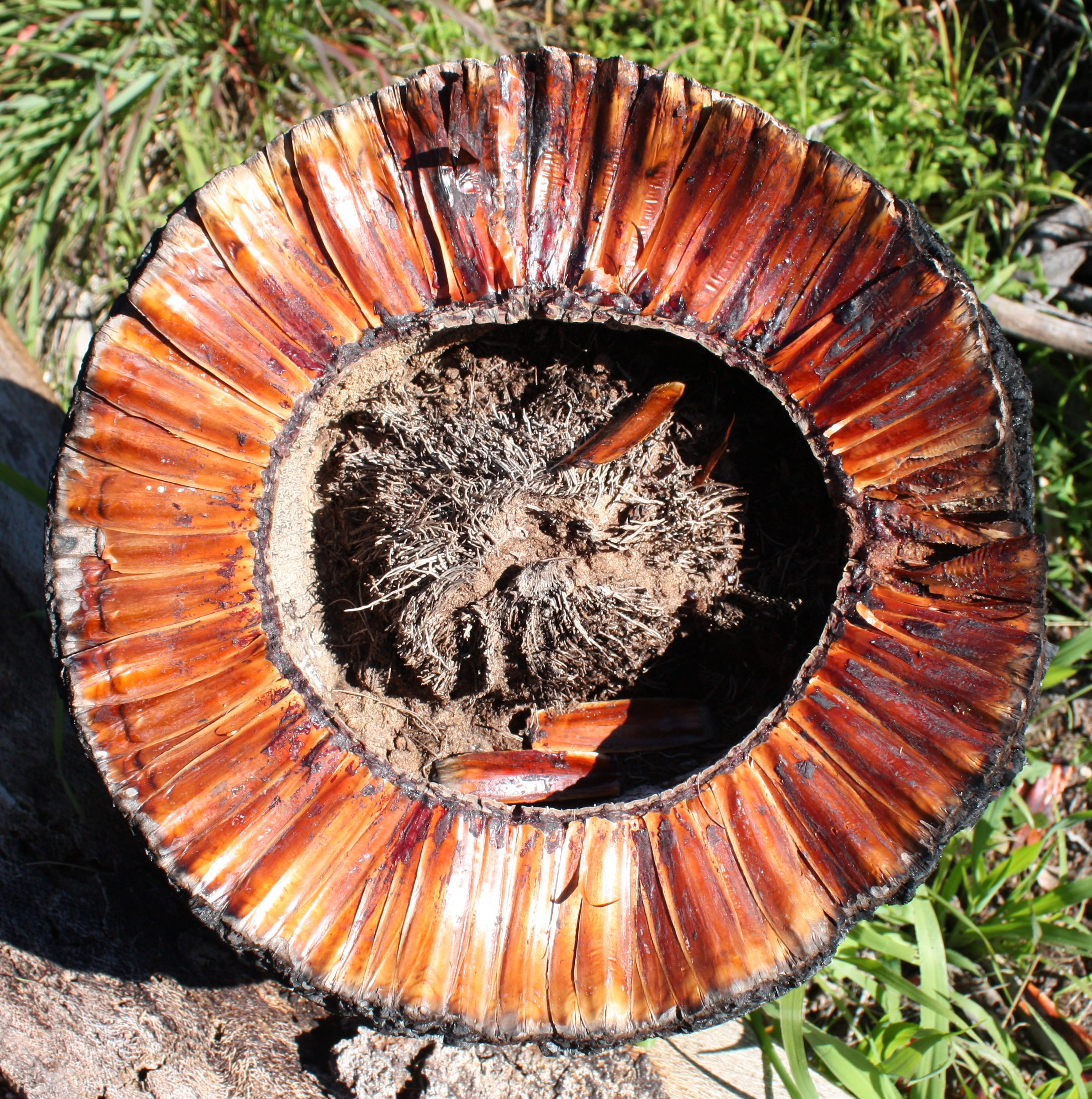
Стовбур ксантореї в розрізі

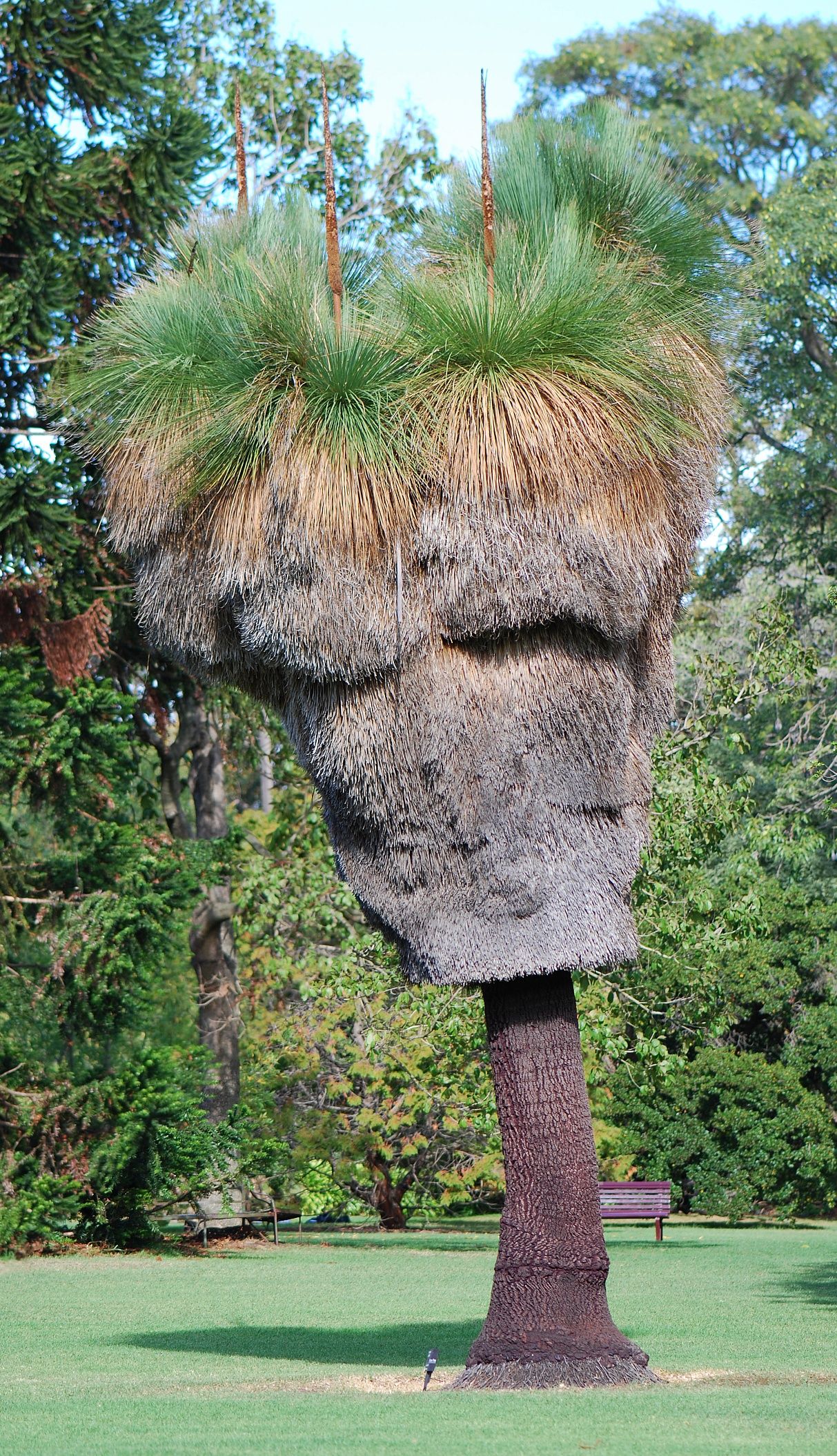
Xanthorrhoea malacophylla

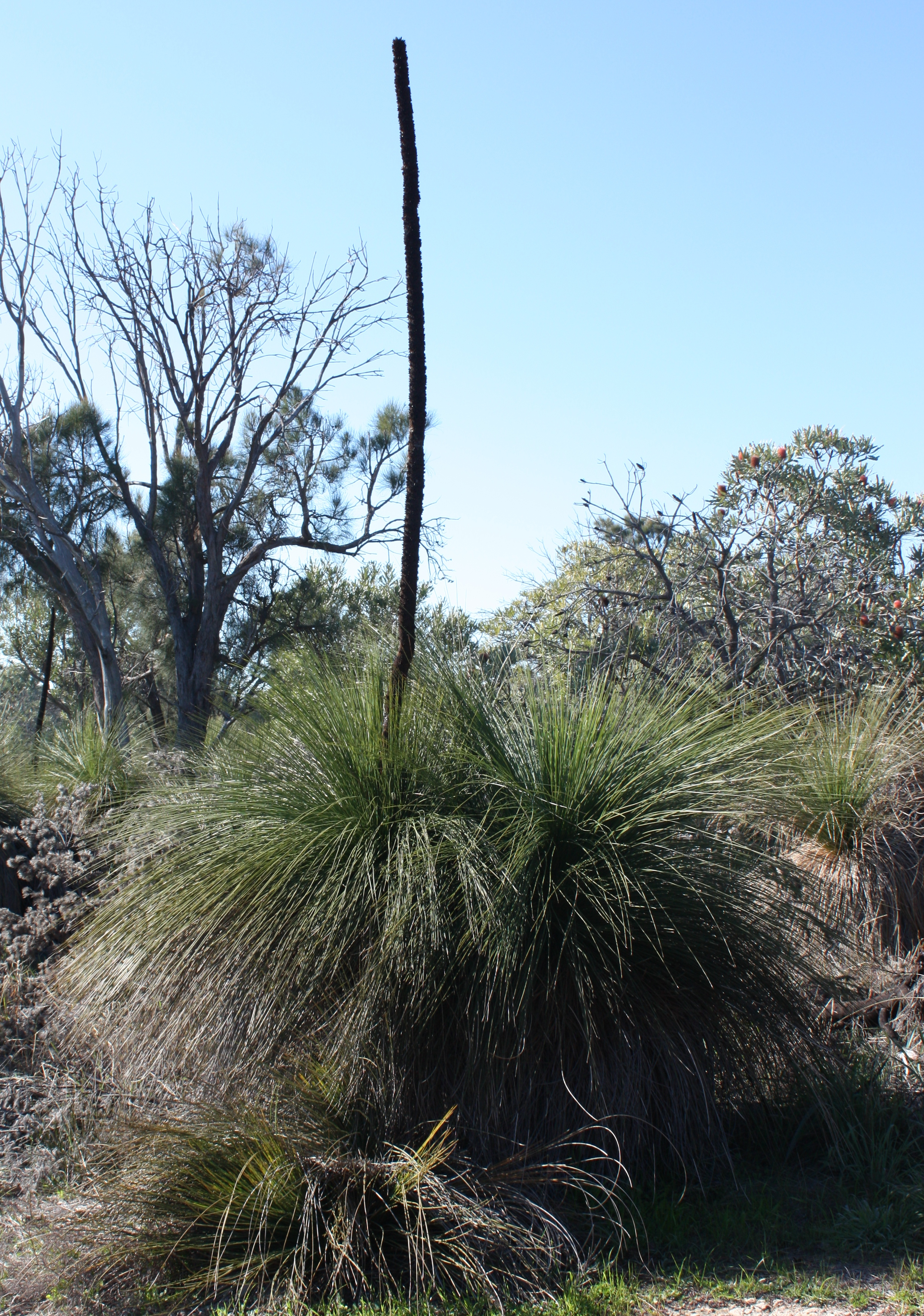
Xanthorrhoea preissii

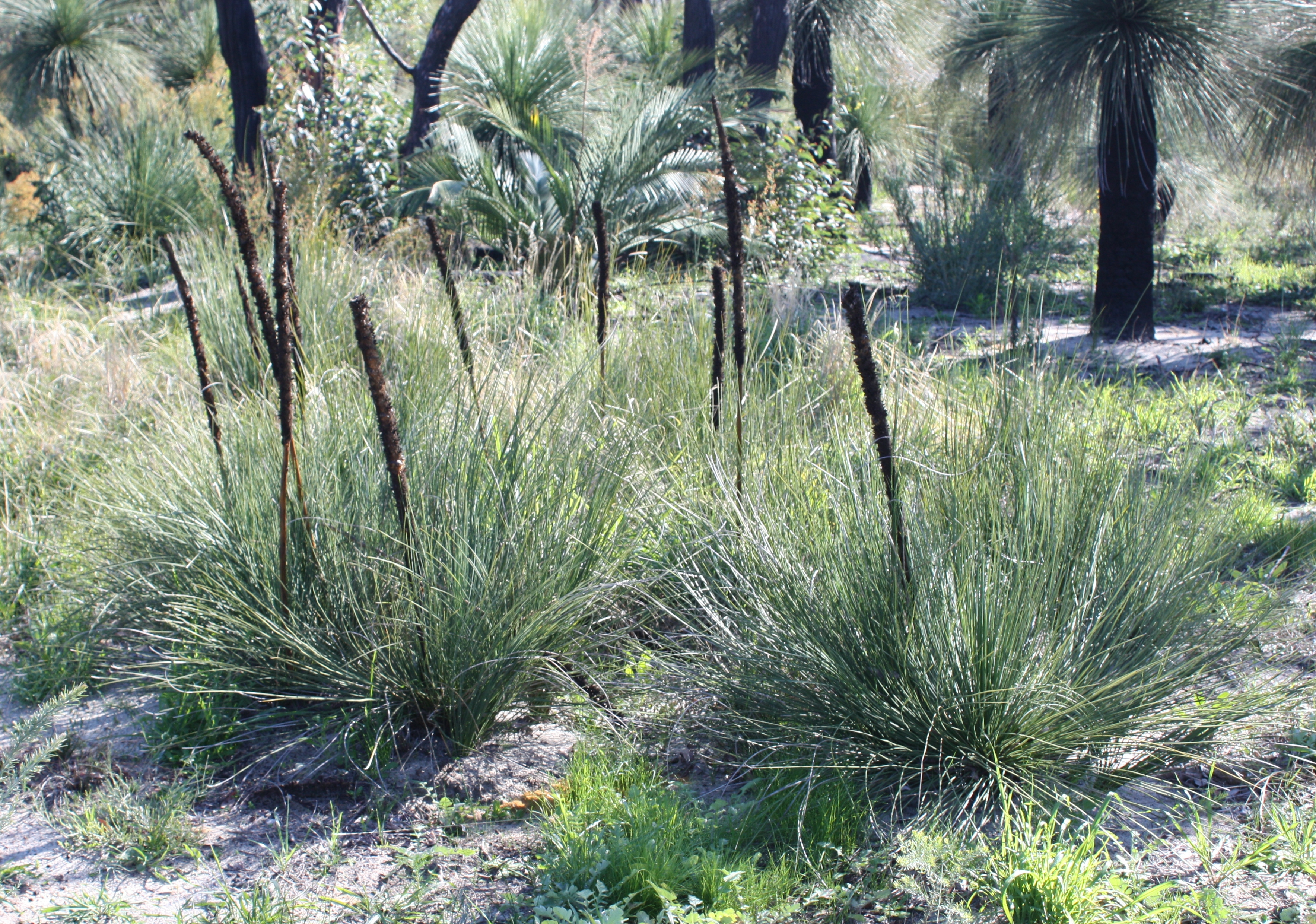
Xanthorrhoea brunonis

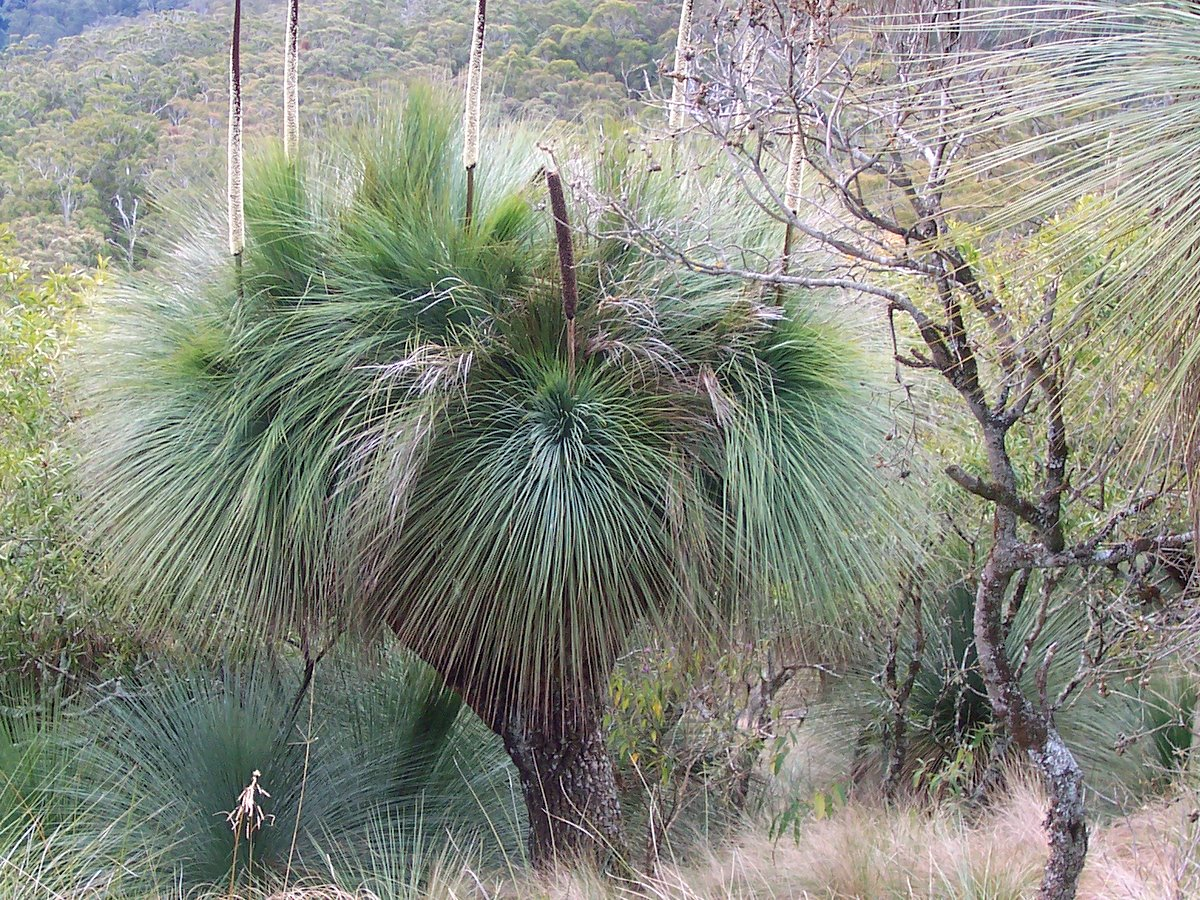
Xanthorrhoea glauca

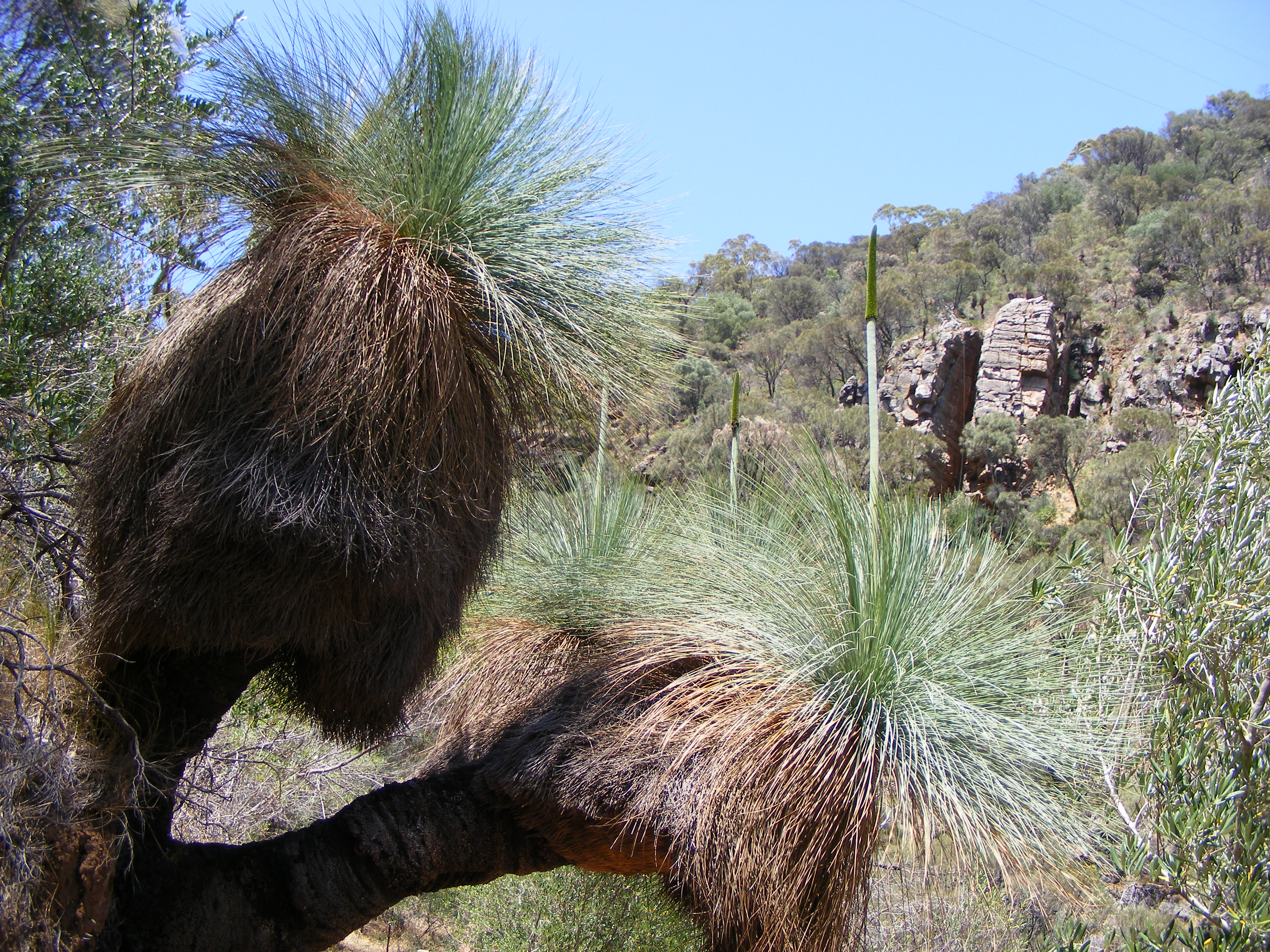
Xanthorrhoea quadrangulata

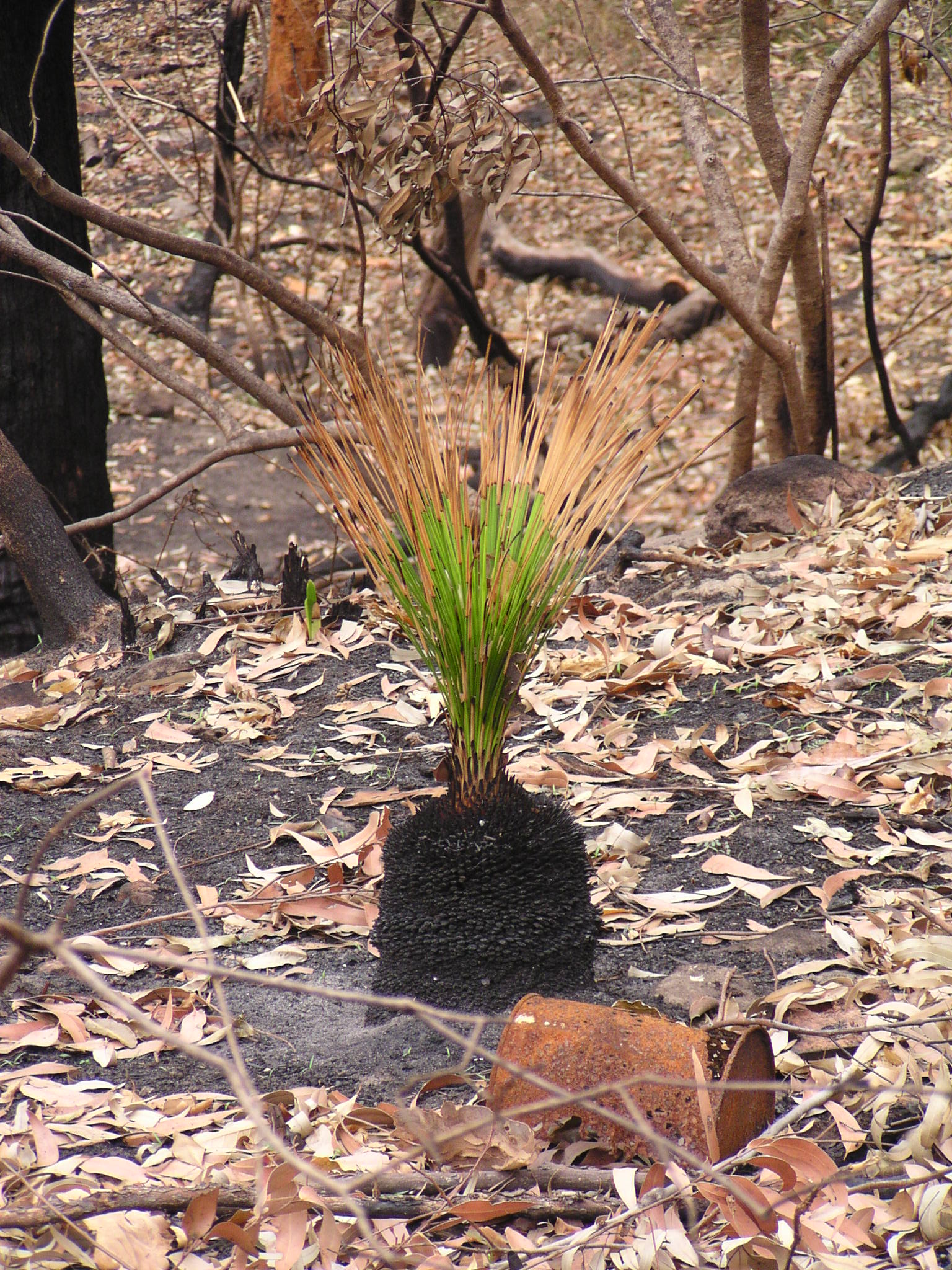
Xanthorrhoea resinosa після пожежі

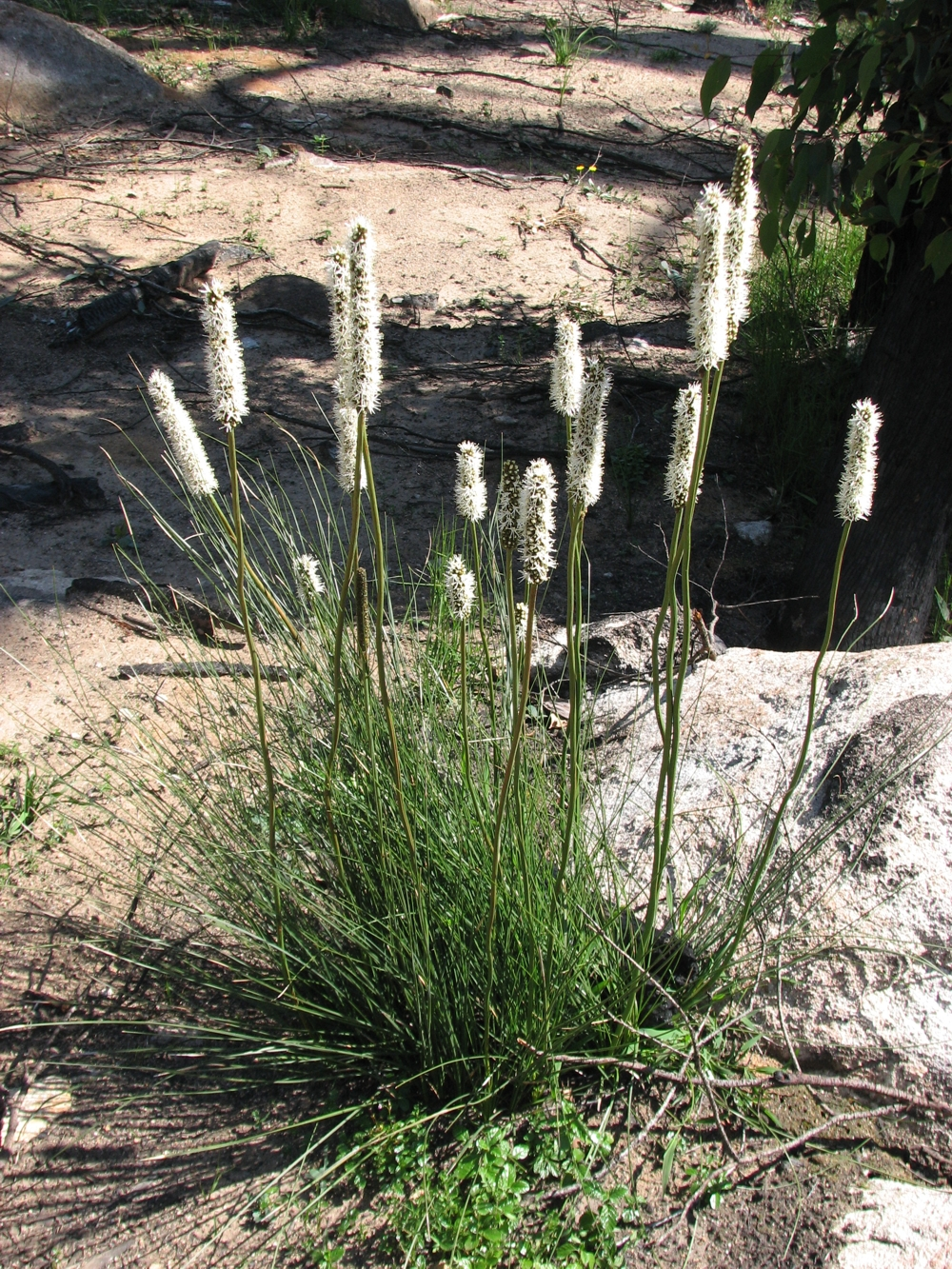
Xanthorrhoea minor

Назва роду ксанторея, яка може бути перекладена як «жовтосмолка», походить від кольору смоли, що виділяє ксанторея смолиста (Xanthorrhoea resinosa), яка стала відомою європейцям раніше за інші види роду.
Крім широко поширеної в Австралії назви деревоподібних ксанторей — «злакові дерева», місцеве населення використовує для них ще одну назву — «Чорний хлопчик» («Black boy»), підставою для якої послужила деяка схожість цих рослин з темношкірими людьми, що несуть на голові пучок трави.

## Біологічна характеристика
Зазвичай деревоподібні прямостоячі рослини з товстим стовбуром-каудексом, іноді злегка розгалужені, що несуть на верхівці розетку (або розетки) довгого (до 1 м завдовжки) жорсткого лінійного листя і спідницю з відмерлих листків. Пожежі стимулюють появу на верхівці стовбура довгої, позбавленої листя, квіткової стрілки, вкритої густими циліндричними білими або кремовими ароматними суцвіттями, що нагадує качан рогозу. Тичинок 6, розташовані 2 колами. Пиляки прикріплені до тичинкових ниток спинкою. Насіння ксантореї мають блискучу чорну оболонку, майже горизонтально розташований зародок і невеликий білуватий рубчик на одному з кінців. Якщо вони утворюються по кілька в одному гнізді, то вони мають різну величину і форму.
Всі види ксанторей мають цікаву особливість, що ймовірно є засобом захисту від перегріву або механічних пошкоджень: їх каудекс, основи листя, а іноді й суцвіття виділяють велику кількість клейкої смоли, шар якої на стовбурах деревоподібних видів може досягати завтовшки 2 — 4 см. У більшості видів вона має коричневе або темно-червоне забарвлення, у ксантореї смолистої (Xanthorrhoea resinosa) смола жовта. У ксанторей смола дуже густа і застигає прямо біля основи листя. Коли рослина викидає нові листя, вони піднімаються над колишніми, але ростуть також з серцевини рослини. Навколо їх основи у свою чергу застигає шар смоли. Так триває з року в рік, і затверділа смола піднімається все вище, поки по суті, не починає виконувати роль стовбура. Це не стовбур в справжньому сенсі слова, так як всередині він складається з волокнистих основ листя, залитих смолою. Кора відсутня, і поживні речовини досягають вершини по серцевині.
У найбільшого виду цього роду — ксантореї австралійської (Xanthorrhoea australis) — стовбур може досягати заввишки 6 — 7 м і канделяброподібно гілкуватися у верхній частині, утворюючи кілька листових розеток з суцвіттями або без них. У інших деревоподібних ксанторей: ксантореї чотиригранної (Xanthorrhoea quadrangulata), ксантореї Прейса (Xanthorrhoea preissii) і ксантореї деревоподібної (Xanthorrhoea arborea) стовбури-каудекси не перевищують заввишки 2 — 3 м і зазвичай не гілкуються. Деякі інші види, прикладом яких може служити найвідоміший вид роду — ксанторея смолиста (Xanthorrhoea resinosa), мають каудекс, що лише трохи підноситься над поверхнею землі (дуже рідко він досягає заввишки 1 — 1,5 м). У широко поширеної в Південній Австралії і на Тасманії ксантореї малої (Xanthorrhoea minor) каудекс вже повністю прихований в землі, а її пагони утворюють більш-менш густі дерновини з суцвіттями заввишки до 80 см. Ще дрібніше ксанторея карликова (Xanthorrhoea pumilio) з Квінсленда, суцвіття якою підносяться над поверхнею землі всього на 20 — 40 см.
У роді ксанторея відзначається досить широке поширення міжвидової гібридизації, що частково визначається присутністю у всіх вивчених видів цього роду одного і того ж числа хромосом (2п = 22).

## Поширення
Ксанторея — ендемік Австралії, характерний для сухих саван цього континенту.

## Екологія
За формою росту ксанторею відносять до так званих трав'яних або злакових дерев, через схожість їхнього довгого і вузького листя з листям злаків. Представники цього роду ростуть дуже повільно; щоб вирости на 1 см, деякі рослини повинні утворити 550 листків. Деякі види утворюють 5 листків за 2 роки. Ксантореї живуть до 600 років. Австралійський ботанік Ч. Л'юїс, спираючись на власний метод розрахунку, встановив вік деяких ксанторей, який перевищив 6 тисяч років.
Рослини цього роду адаптовані до чагарникових пожеж, які можуть стимулювати цвітіння і спалюють відмерле листя уздовж стовбура.
Зазвичай ксантореї зустрічаються групами на відкритих ділянках австралійської савани, що іноді нагадують вересові пустки північної півкулі, або серед заростей ксерофільних чагарників, так званого скреба, рідше на відслоненнях пісковика та інших кам'яних порід по схилах пагорбів і гряд. Менші види — ксантореї смолиста і мала — ростуть у вологіших місцях, часто на піщаних і торф'янистих пустках, а іноді навіть на болотах.

## Використання
Деревина кванторей служить будівельним матеріалом і йде на різні вироби. Смолу, що місцеве населення виділяє з цих рослин, використовують для виготовлення лаку, але не дуже високої якості. Особливо відома в цьому відношенні жовта смола ксантореї смолистої. Вона має гострий смак і горить з приємним бензойним запахом. У меншій кількості використовують коричневу або червону смолу інших ксанторей. Їхню смолу застосовують також у вигляді клею. У аборигенів Австралії ніжки суцвіть ксанторей йшли на виготовлення списів, наконечники до яких приклеювали цією смолою.
Деревоподібні види ксанторей дуже декоративні і заслуговують широкого введення їх в культуру в садово-паркових господарствах поряд з юками, драценами, агавами і доріантесом.

## Види
За даними сайту «The Plant List» рід Xanthorrhoea включає 28 видів:
1. Xanthorrhoea acanthostachya D.J.Bedford
2. Xanthorrhoea acaulis (A.T.Lee) D.J.Bedford
3. Xanthorrhoea arborea R.Br.
4. Xanthorrhoea arenaria D.J.Bedford
5. Xanthorrhoea australis R.Br.
6. Xanthorrhoea bracteata R.Br.
7. Xanthorrhoea brevistyla D.A.Herb.
8. Xanthorrhoea brunonis Endl.
9. Xanthorrhoea caespitosa D.J.Bedford
10. Xanthorrhoea concava (A.T.Lee) D.J.Bedford
11. Xanthorrhoea drummondii Harv.
12. Xanthorrhoea fulva (A.T.Lee) D.J.Bedford
13. Xanthorrhoea glauca D.J.Bedford
14. Xanthorrhoea gracilis Endl.
15. Xanthorrhoea johnsonii A.T.Lee
16. Xanthorrhoea latifolia (A.T.Lee) D.J.Bedford
17. Xanthorrhoea macronema F.Muell. ex Benth.
18. Xanthorrhoea malacophylla D.J.Bedford
19. Xanthorrhoea media R.Br.
20. Xanthorrhoea minor R.Br.
21. Xanthorrhoea nana D.A.Herb.
22. Xanthorrhoea platyphylla D.J.Bedford
23. Xanthorrhoea preissii Endl.
24. Xanthorrhoea pumilio R.Br.
25. Xanthorrhoea quadrangulata F.Muell.
26. Xanthorrhoea resinosa Pers.
27. Xanthorrhoea semiplana F.Muell.
28. Xanthorrhoea thorntonii Tate